# Sound of Seil
Die Sound of Seil war eine Doppelendfähre der schottischen Reederei Western Ferries (Clyde). Gebaut wurde die Fähre 1959 für das British Railways Board im Verkehr zur Isle of Wight.

## Geschichte
Die Fähre wurde unter der Baunummer 505 auf der Werft Ailsa Shipbuilding Co. in Troon für das British Railways Board gebaut. Sie wurde am 21. September 1959 als Freshwater mit Heimathafen Southampton auf der Strecke zwischen Lymington und Yarmouth auf der Isle of Wight in Dienst gestellt und ersetzte ein gleichnamiges Vorgängerschiff.
Zum 1. Januar 1979 lagerte das British Railways Board den Fährverkehr zur Isle of Wight in ihre Tochtergesellschaft Sealink UK aus. Die nun von Sealink UK betriebene Fähre wurde im Januar 1979 und erneut im Jahr 1980 kurzzeitig als Ersatzschiff auf dem Humber zwischen Hull und New Holland eingesetzt. 1982 diente sie vorübergehend als Ersatzschiff zwischen Portsmouth und Ryde auf der Isle of Wight.
1984 wurde die Fähre an Pounds Marine Shipping verkauft und in Southampton aufgelegt. 1985 ging sie an Western Ferries (Clyde). Die nach dem Seil Sound, einer Meerenge zwischen der Insel Seil und dem schottischen Festland in Sound of Seil umbenannte und in Glasgow registrierte Fähre wurde von Western Ferries (Clyde) ab Juni 1986 auf dem Firth of Clyde zwischen Dunoon und Gourock eingesetzt.
Ende 1987 war die Fähre für zwei Wochen an die Werft Scott Lithgow verchartert, die damit Arbeiter zu der in der Clydemündung liegenden, von der Werft gebauten Bohrplattform Ocean Alliance transportierte.
Die Fähre wurde von Western Ferries (Clyde) im Juli 1995 aus der Fahrt genommen und im Juli 1996 an das Abbruchunternehmen S. Evans & Sons verkauft, das die Fähre in einen Ponton umbauen lassen wollte. Die Planung wurde letztlich nicht umgesetzt und die Fähre schließlich 1997 von Garston Ship Breakers teilweise verschrottet. Da die Abbruchwerft vor dem Ende der Arbeiten den Betrieb einstellte, verblieben Reste des Rumpfes am Ufer des River Mersey.

## Technische Daten und Ausstattung
Die Fähre wurde von zwei Zweitakt-Achtzylinder-Dieselmotoren des Herstellers Crossley Brothers mit jeweils 320 PS Leistung angetrieben. Die Motoren wirkten auf zwei Voith-Schneider-Propeller, die sich diagonal versetzt an beiden Enden der Fähre befanden.
Die Fähre verfügte über ein durchlaufendes Fahrzeugdeck mit herunterklappbaren Rampen an beiden Enden. Auf dem Fahrzeugdeck konnten 26 Pkw befördert werden. An beiden Seiten der Fähre befanden sich Decksaufbauten. Auf dem Hauptdeck waren hier unter anderem Aufenthaltsräume für die Passagiere sowie Lagerräume untergebracht. Auf dem darüberliegenden Deck, das teilweise über das Fahrzeugdeck reichte, befanden sich Sitzgelegenheiten für die Passagiere auf einem offenen Deck. Im Mitteschiffsbereich befand sich darüber ein die beiden seitlichen Decksaufbauten verbindendes Deck, auf dem mittig das Steuerhaus untergebracht war.
Weitere Räume befanden sich auf dem Deck unterhalb des Fahrzeugdecks. Hier waren neben dem Maschinenraum und verschiedenen weiteren schiffstechnischen Räumen unter anderem weitere Aufenthaltsräume für Passagiere, ein kleines Selbstbedienungsrestaurant und die Mannschaftsmesse untergebracht.